# 燕前簡公
燕前簡公（？—前493年），是中國春秋時代後期燕國的君主，继燕平公之位。在位十二年卒，由燕孝公即位。《墨子·明鬼下》记载其冤杀了大臣庄子仪，过了一年后意外死去，传言是被庄子仪的鬼魂杀死在车上。